# عبدالعزیز فایز
عبدالعزیز فایز (عربی: عبدالعزيز فايز؛ زادهٔ ۱۷ ژوئن ۱۹۹۰) یک بازیکن فوتبال اهل امارات متحده عربی است.
از باشگاه‌هایی که در آن بازی کرده‌است می‌توان به العین و الوصل اشاره کرد.
وی همچنین در تیم ملی فوتبال تیم ملی فوتبال امارات متحده عربی بازی کرده است.